# Red Top
Red Top – brytyjski kierowany pocisk rakietowy klasy powietrze-powietrze krótkiego zasięgu, opracowany w 1962 przez firmę Hawker Siddeley, samonaprowadzany na podczerwień, przeznaczony do niszczenia celów powietrznych na krótkich dystansach. Od 1977 produkowany przez firmę British Aerospace (BAe).

## Rozwój
Red Top był trzecim kierowanym pociskiem powietrze-powietrze opracowanym w Wielkiej Brytanii. Powstał jako daleko idące rozwinięcie pocisku Firestreak i początkowo nosił oznaczenie Firestreak Mk.IV, wkrótce zmienione z powodu całkowitej odmienności konstrukcji. 
W przeciwieństwie do Firestreaka, który miał głowicę bojową w tylnej części pocisku, naokoło komory spalania silnika, Red Top miał prostszy, klasyczny układ konstrukcyjny, z głowicą bojową w przedniej części, przy czym zwiększono jej masę z 22,7 kg do 30,8 kg. Posiadał ponadto ulepszoną głowicę poszukiwawczą z detektorem podczerwieni Violet Banner pod przezroczystą osłoną w zaokrąglonym nosie pocisku, nowy termiczny zapalnik zbliżeniowy Green Garland i silnik rakietowy Linnet o większym ciągu. Zmieniono kształt usterzenia pocisku, zachowując jego układ aerodynamiczny (cztery powiększone skrzydła za środkiem długości pocisku i cztery małe trójkątne stery na końcu kadłuba). W efekcie, Red Top miał nieco większy zasięg i manewrowość oraz większą skuteczność. Dzięki nowej głowicy poszukiwawczej, mógł być wystrzeliwany przeciw celom także z ich przedniej półsfery. 
Red Top wszedł do służby w 1964, na uzbrojenie samolotów English Electric Lightning (po 2 pociski) i de Havilland Sea Vixen (po 4 pociski). W latach 80. pociski te zaczęły być przestarzałe w stosunku do nowych wersji amerykańskich AIM-9 Sidewinder i pozostały jedynie w ograniczonym użyciu aż do wycofania Lightningów w 1988.
Projektowany był wariant rozwojowy pocisku Blue Dolphin lub Blue Jay Mk.V, z samonaprowadzaniem półaktywnym (odpowiednik AIM-7 Sparrow), lecz nie wszedł do użycia.